# 新星 (理查·萊德)
新星（英語：Nova），本名理查·萊德，是漫威漫畫中的虛構超級英雄角色，由作家馬夫·沃爾夫曼和藝術家約翰·布申塞馬所創作。新星首次於《新星》#1中登場。
2011年5月，在IGN前100名的漫畫書英雄中排行第98名和復仇者首五十強排名第19名。

## 人物
理查·萊德是一名在美國紐約長大的平凡高中生，某天被新星軍團倖存的最後成員羅曼·德選中來取代自己，並給予萊德新星制服和新星至尊的力量，讓他成為新星軍團的繼承人。

## 其他媒體

### 電視
- 《銀色衝浪手（英语：Silver Surfer (TV series)）》
- 《Q版大英雄》：由詹森·馬斯登配音。
- 漫威電影宇宙
  - 《未定名新星劇集》

### 遊戲
- 《Marvel：終極聯盟2（英语：Marvel: Ultimate Alliance 2）》：由羅伯特·丁克勒（英语：Robert Tinkler）配音。
- 《Q版超級英雄大戰：極限挑戰（英语：Marvel Super Hero Squad: The Infinity Gauntlet）》：由羅伯特·丁克勒配音。
- 《Ultimate Marvel vs. Capcom 3（英语：Ultimate Marvel vs. Capcom 3）》：由特羅伊·貝克配音[3]。
- 《漫威英雄 Online》：由特羅伊·貝克配音[4]。
- 《Marvel vs. Capcom: Infinite（英语：Marvel vs. Capcom: Infinite）》[5]：由班傑明·迪金（英语：Benjamin Diskin）配音[6]。
- 《漫威：未來之戰》：手機遊戲，新星（理查·萊德）是玩家可使用角色之一。

## 外部連結
- Nova (Richard Rider) （页面存档备份，存于） 漫畫書數據庫
- Quasar （页面存档备份，存于） 超級英雄數據庫
- Marvel Comics Database: Nova (Richard Rider) （页面存档备份，存于）